# Meizu M9

Meizu M9 är en smartphone från det kinesiska företaget Meizu, det är deras första modell som är baserad på mjukvaruplattformen Android.
Meizu M9 är baserad på Android 2.2 Froyo och 3G stöd, även i Sverige. Lanseringen av Meizu M9 planerades först att vara runt oktober men förflyttades slutligen till 1 januari 2011.
Efterfrågan om Meizu M9 är relativt stor och vid den 13 december, två veckor innan det angivna releasedatumet, hade Meizu redan över 30 000 förbeställningar för M9. 